# النهر الصناعي العظيم

الرسم التخطيطي للمشروع.

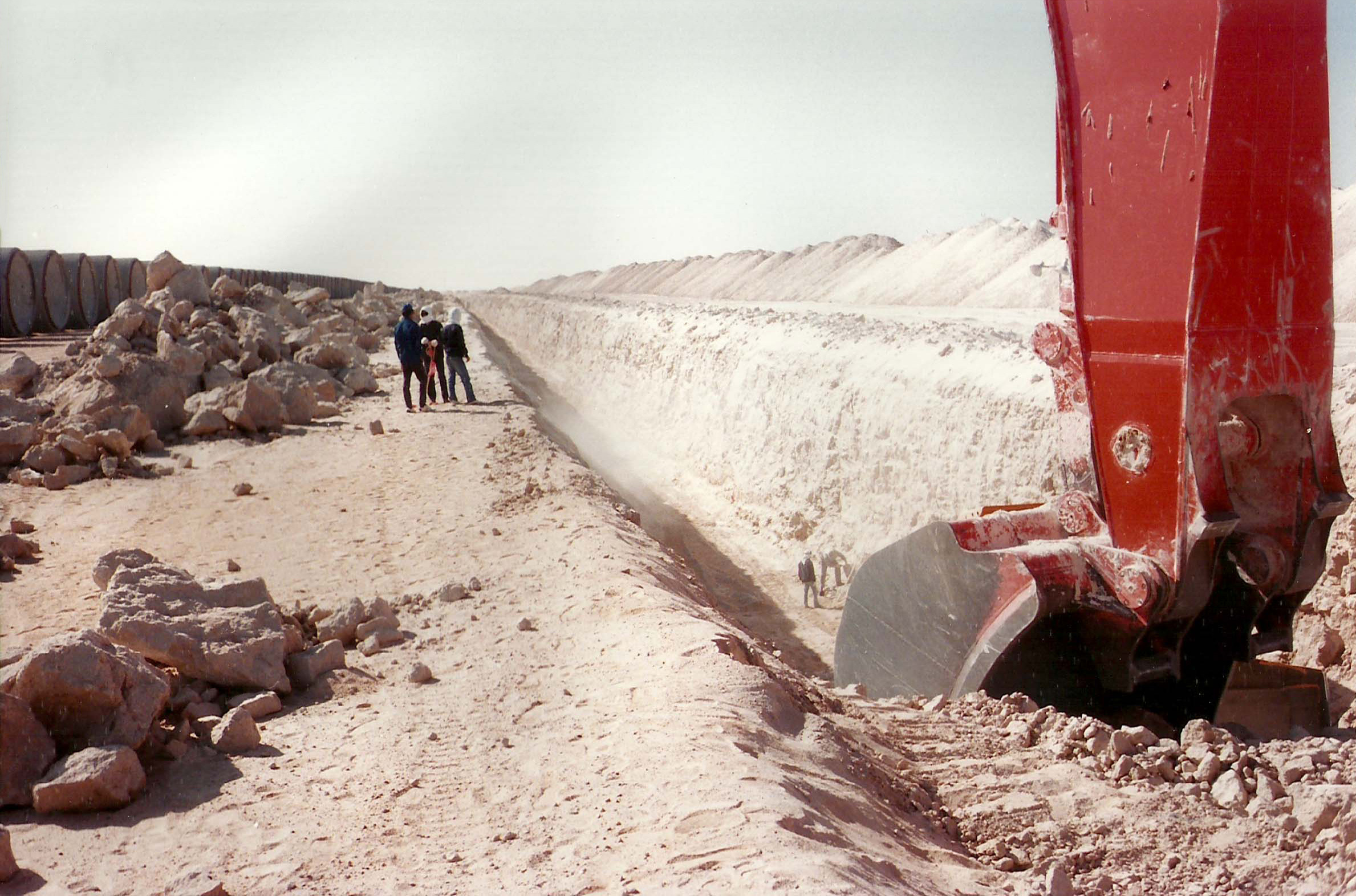
عمليات الحفر في 1988.

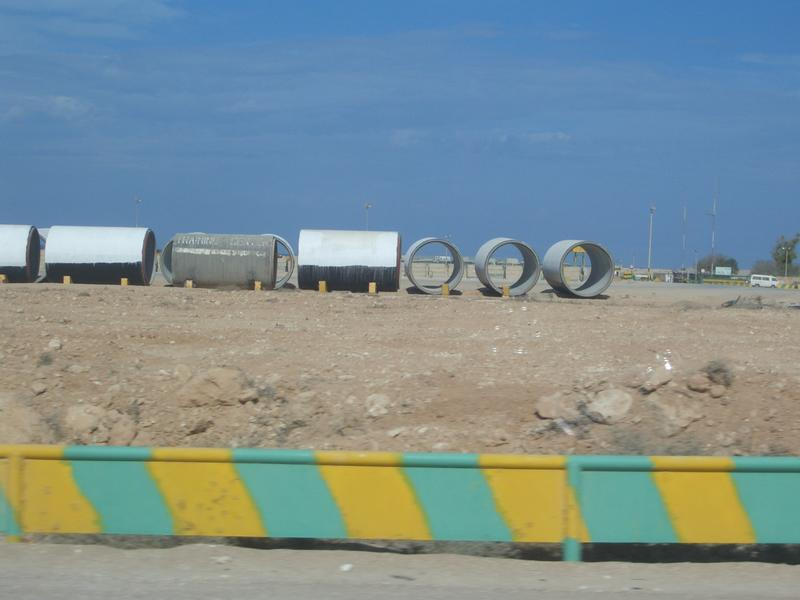
أنابيب

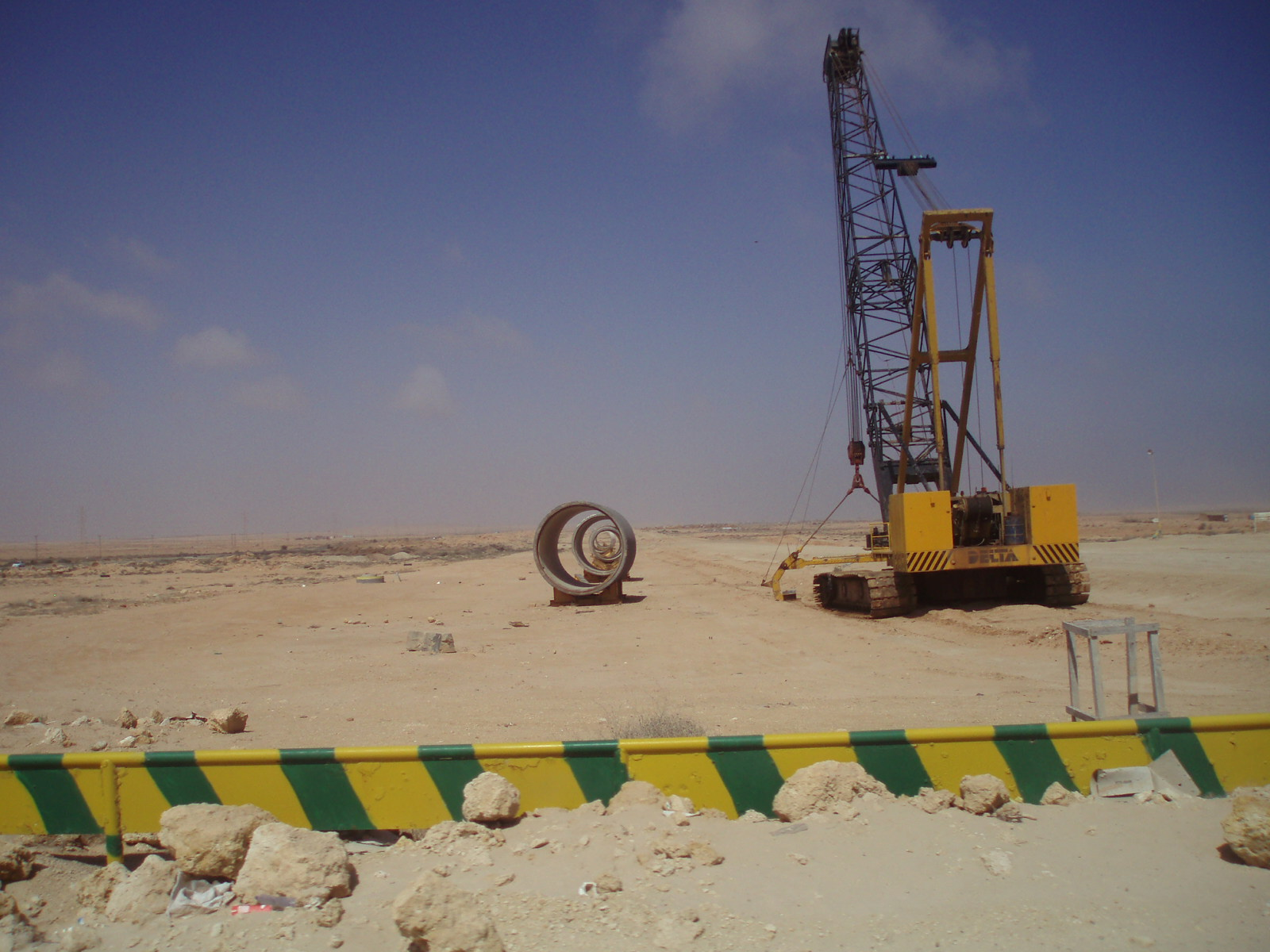
رافعة

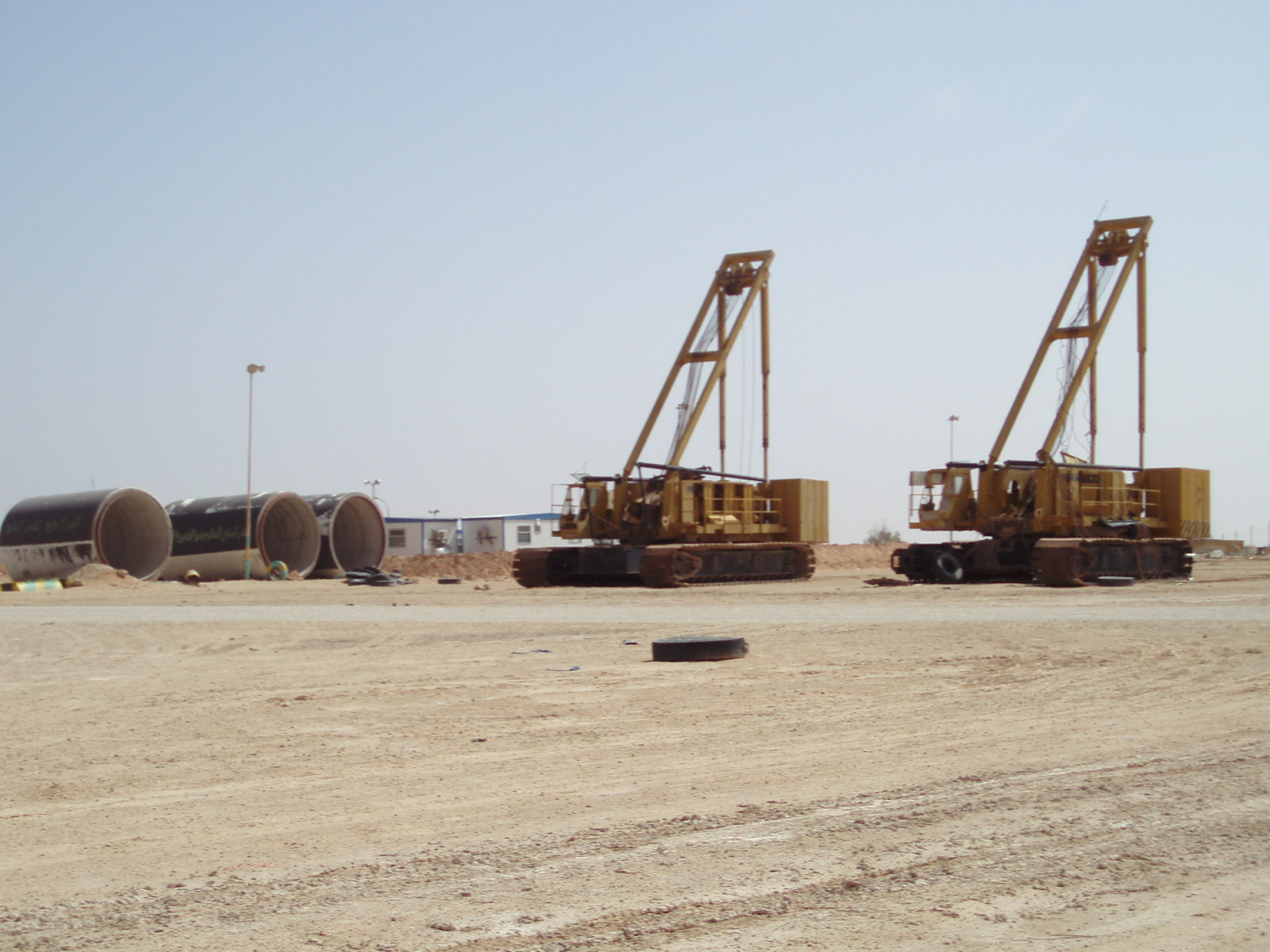
رافعتان زاحفتان

مشروع النهر الصناعي العظيم'، أسس له معمّر القذافي ووجه الليبيين إلى تبنيّه في 3 أكتوبر 1983، حيث انعقدت المؤتمرات الشعبية الأساسية لمناقشته وأقرت البدء في تنفيذه لإنقاذ الناس والبلاد من كارثة عطش محققة، حيث وضع العقيد معمّر القذافي حجر الأساس للبدء في تنفيذ مشروع النهر الصناعي العظيم بمنطقة السرير بمدينة جالو في 28 أغسطس 1984.
بينت الدراسات الفنية والاقتصادية والاجتماعية إمكانية نقل هذه الكميات الهائلة من المياه الجوفية إلى المناطق التي تتوافر فيها الأراضي الزراعية الخصبة والكثافة السكانية العالية والبنية الأساسية الزراعية، حيث سيتم نقل حوالي (6.5) مليون متر مكعب من المياه العذبة يومياً للأغراض الزراعية والصناعية ومياه الشرب. وقد خصص ما يزيد على (75%) منها للأغراض الزراعية والتـي بدورها ستخفف من وطأة السحب المتزايد من المياه الجوفية فـي مناطق الشريط الساحلي.
يستند المشروع على نقل المياه العذبة عبر أنابيب ضخمه تدفن في الأرض[ ؟ ]، يبلغ قطر كل منها أربعة أمتار وطولها سبعة أمتار  لتشكل في مجموعها نهراً صناعياً بطول يتجاوز في مراحله الأولى أربعة آلاف كيلو متر، تمتد من حقول آبار واحات الكفرة والسرير في الجنوب الشرقي وحقول آبار حوض فزان وجبل الحساونة في الجنوب الغربي حتّى يصل جميع المدن التي يتجمع فيها السكان في الشمال. سيتغذّى النهر في المستقبل برافدين آخرين، الأول قادم من واحة غدامس والآخر من واحة الجغبوب وتجري دراسات حالياً لتغذية النهر من بعض أنهار القارة الأفريقية. تتجمع مياه فرع النهر القادم من واحات الكفرة والسرير عند وصولها إلى الشمال في خمس بحيرات صناعية معلّقة أقلها سعة أربعة ملايين متر مكعب، وأكبرها سعة أربعة أضعاف هذا الحجم مملؤة بالمياه طوال العام. المشروع يستهدف بالدرجة الأولى توفير مياه الشرب للسكان وإقامة مشروعات زراعية استيطانية وإنتاجية.

## منظومات النهر
- منظومة السرير سرت - تازربو بنغازي: نقل (18) مليون متر مكعب من المياه العذبة يومياً، تستغرق رحلة المياه المنقولة من حقول الآبار من الجنوب إلى الساحل (9) أيام بسرعة (0.95) متر/ثانية.
- منظومة الحساونة الجفارة: تصل أطوال هذه المنظومة إلى (1676) كلم لنقل (2.5) مليون متر مكعب من المياه العذب يومياً.
- منظومة الجغبوب طبرق: نقل حوالي (121) متر مكعب من المياه يومياً.
- منظومة غدامس النقاط الخمس والزاوية: تنقل هذه المنظومة (250) ألف متر مكعب يومياً.
- منظومة الكفرة تازربو: ويبلغ طول هذا الخط (383) كيلومتر. 1.68 مليون متر مكعب يومياً.
- وصلة القرضابية السدادة: بطول 190 كم وذلك لنقل (980) ألف متر مكعب من المياه يومياً.
- المنظومة الكبرى: وهي منظومة ذات رؤية مستقبليّة.

## حقائق وأرقام
- بلغت كمية الإسمنت المستخدمة في تصنيع الأنابيب نحو خمسة ملايين طن، أي ما يكفي لتعبيد طريق من الخرسانة من مدينة سرت في ليبيا إلى مدينة مومباي في الهند.
- بلغ عدد الآبار التي تم حفرها 1300 بئر تضخ ما مقداره ستة ملايين ونصف المليون متر مكعب من المياه يومياً بتزود مقداره ألف لتر من المياه.
- يفوق مجموع أعماق آبار المياه التي تم حفرها في الصحراء بمشروع النهر الصناعي العظيم ما يزيد عن قمة أفرست بسبعين مترٍ.
- يبلغ طول أسلاك الفولاذ سابقة الإجهاد المستخدمة في تصنيع الأنابيب ما يكفي للالتفاف حول الأرض[ ؟ ] 280 مرة.
- يكفي ناتج أعمال الحفر في المشروع لإنشاء 20 هرماً بحجم هرم خوفو الأكبر.
- يبلغ طول منظومة نقل الأنابيب 3500 كيلو متر منتشرة ضمن مساحة تعادل مساحة غرب أوروبا.
- منظومة أبو زيان العربان نقل 50 ألف متر مكعب بطول 50 كم.

## المشاكل التي واجهت المشروع
تعرضت المنشآت للتهديد والتخريب أبان فترة الاضرابات التي اجتاحت ليبيا بعد الثورة الليبية حيث تم تخريب عدد 96 بئر طبقا للجهة المسئولة عن إدارة المشروع هذا بالاضافة الى المشاكل التي حدثت في اثناء التنفيذ قديما 

## روابط خارجية
- Great Man-Made River International Water Prize
- Great Man-Made River website at AlGaddaf.org